# Артамонов, Леонид Константинович
Леони́д Константи́нович Артамо́нов (25 февраля 1859, хутор Каприца, Ананьевский уезд, Херсонская губерния — 1 января 1932, Ленинград) — русский путешественник, генерал от инфантерии (14.04.1913), участник русско-японской войны и Первой мировой войны. Брат генерала от инфантерии Михаила Артамонова. 

## Биография
Родился 25 февраля 1859 года на хуторе Каприца Ананьевского уезда Херсонской губернии в семье дворянина. Окончил Владимирскую Киевскую военную гимназию, Константиновское и Михайловское артиллерийское училище (1879, выпущен подпоручиком в 20-ю артиллерийскую бригаду). Участник Ахал-Текинской экспедиции 1880—1881 годов. С 1882 года действительный член и с 1900 года помощник председателя Императорского Русского географического общества. С 1884 года штабс-капитан. В 1885 году окончил Николаевскую инженерную академию, служил в сапёрных частях в Николаеве и Одессе.
По окончании Николаевской академии Генерального Штаба — старший адъютант штаба 1-й Кавказской казачьей дивизии (26.11.1888—22.06.1889), обер-офицер для поручений при штабе Кавказского военного округа (22.06.1889—26.05.1890), обер-офицер для поручений при штабе войск Закаспийской области. (26.05.1890—30.08.1892), старший адъютант штаба Приамурского военного округа (30.08.1892—30.01.1893), штаб-офицер для поручений при штабе войск Закаспийской области (30.01.1893—17.06.1895), штаб-офицер при управлении 2-й Закаспийской стрелковой бригады (17.06.1895—15.11.1897). С 1892 года — подполковник, с 1896 года полковник.
Неоднократно совершал поездки с разведывательными целями по приграничным областям Османской империи (1888 г.), Персии (1889, 1891), Афганистану (1893).
В 1897 году был командирован в  в Абиссинию в составе чрезвычайной миссии. Как военный советник и представитель негуса Менелика II совершил в 1898 году успешную военную экспедицию к Белому Нилу с войсками Абиссинии, противодействовавшими британской колониальной экспансии. Эти события и действия эфиопских войск имеют прямое отношение к Фашодскому кризису, но полковник Артамонов с войсками опоздал, чтобы переломить баланс сил, тем не менее, этих действий оказалось достаточно для признания границ Эфиопии всеми колониальными державами.

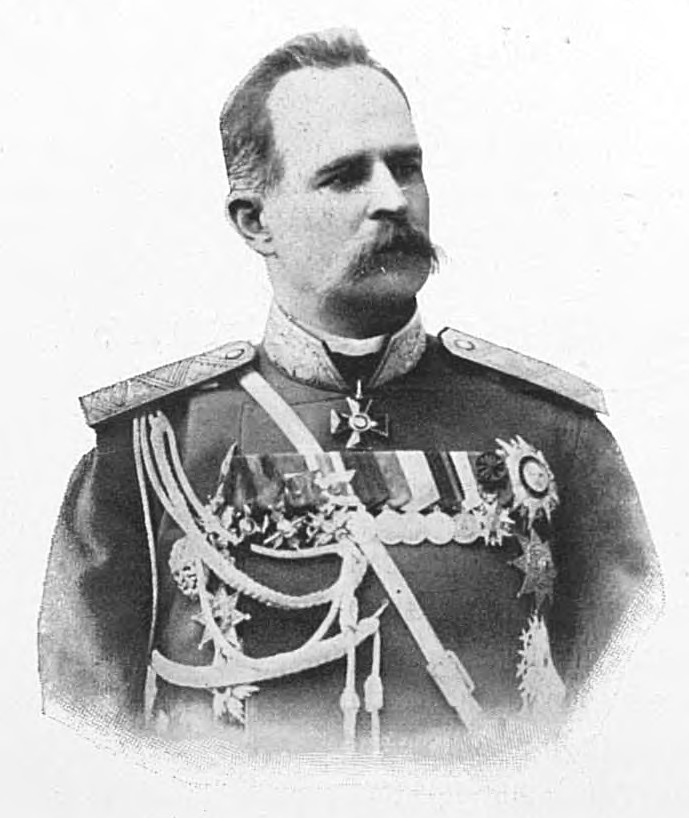
Генерал Артамонов. Южная Маньчжурия, 1900 год.

Участвовал в подавлении Ихэтуа́ньского (Боксёрского) восстания 1899—1901 годов. С 1900 года начальник штаба Южно-Маньчжурского отряда. С 1901 года генерал-майор, командир 2-й бригады 31-й пехотной дивизии. Участник русско-японской войны 1904—1905 годов.
В 1904 году — начальник 8-й Восточно-Сибирской стрелковой дивизии, 54-й пехотной дивизии. В январе 1906 года — временно командующий 8-й Восточно-Сибирской стрелковой дивизией, и. д. коменданта крепости Владивостока. С 7 июля 1906 года по 14 декабря 1908 года — начальник 22-й пехотной дивизии. Генерал-лейтенант (1907 год). С декабря 1907 года Главный начальник Кронштадта. С 5 марта 1911 года командовал 16-м армейским корпусом. С 17 марта 1911 года командовал 1-м армейским корпусом. Генерал от инфантерии (1913).

Еще большее преступление генерал Артамонов совершил 14 августа 1914 года, командуя 1-м армейским корпусом во 2-й армии генерала Самсонова. Корпус генерала Артамонова обеспечивал у Сольдау левый фланг 2-й армии. В этот день, 14 августа, генерал Артамонов лично доложил генералу Самсонову по телефону, что его корпус «стоит, как скала» и что командующий армией «может на него вполне полагаться», а сам через 10 минут отдал приказ об отходе всего корпуса, не сообщив ничего об этом генералу Самсонову (взято из книги полковника Богдановича «Вторжение в Восточную Пруссию» стр. 144—145, расследование комиссии генерал-адъютанта Пантелеева о причинах гибели 2-й армии).— Лагерный сбор 1907 года (Из писем М. В. Алексеева)
18 августа 1914 года отстранён от должности за крайне неудачное руководство войсками в Восточной Пруссии. С 1914 года в резерве чинов при штабе Минского военного округа. С 1915 года комендант города Перемышль, отстранён от должности после исчезновения 20 тысяч пленных австрийцев. С 1916 года в резерве чинов при штабе Петроградского военного округа.  С 29 января по 12 апреля 1917 года командовал 18-й Сибирской стрелковой дивизией, в мае уволен от службы по прошению.
В 1917 году делегат Всероссийского съезда духовенства и мирян, работал в V и IX отделах Предсоборного совета, член Поместного Собора Православной Российской Церкви, товарищ председателя Хозяйственно-распорядительного совещания при Соборном Совете, I, II, V, VI, X, XI, XV, XVI, XX, XXI, XXIII отделов и Комиссии о мероприятиях к прекращению нестроений в церковной жизни.
В 1918 году жил в Москве, участник разработки и проведения Всероссийской промышленной и профессиональной переписи, помощник заведующего отделом по технической части, с 1919 года заведующий секцией транспортной статистики в статистическом отделе Моссовета, с 1920 года заведующий хозяйственной частью и секретарь Совета Статистических курсов Центрального статистического управления, с 1921 года помощник начальника Строительного отдела в Московском комитете государственных сооружений, с 1922 года сотрудник Московского военно-инженерного управления, с 1923 года заведующий группой по разработке промышленной переписи, с 1926 года инженер-консультант по жилищно-земельной и демографической переписи в Московском статистическом отделе. С 1927 года жил в Новгороде, действительный член Общества изучения Урала, Сибири и Дальнего Востока и президиума его территориального отдела, в 1928–1930 годах персональный пенсионер республиканского значения. В 1930 году переехал в Ленинград. Скончался 1 января 1932 года, похоронен на Волковском кладбище в Ленинграде.
Жена Елизавета Егоровна, дети: Георгий (21.04.1902, Курск — 13.04.1987, Роквилль, шт. Мэриленд, США), Иван, Мария.

## Библиография

Полковник Артамонов с казаками Щедровым и Архиповым по возвращении из Абиссинии

## Награды
Российские:
- Орден Святого Станислава 3-й степени с мечами и бантом (1881)
- Орден Святой Анны 4-й степени (1881)
- Орден Святой Анны 3-й степени с мечами и бантом (1882)
- Орден Святого Владимира 4-й степени (1890)
- Орден Святого Станислава 2-й степени (1893)
- Орден Святого Владимира 3-й степени (26 февраля 1899)
- Золотое оружие с надписью «За храбрость» (18 августа 1901)
- Орден Святого Станислава 1-й степени с мечами (1904)
- Орден Святой Анны 1-й степени с мечами (1905)
- Орден Святого Владимира 2-й степени (9 декабря 1909)
- Орден Белого орла (6 декабря 1913)
- Орден Святого Александра Невского (16 марта 1916)

Иностранные:
- Абиссинский орден Звезды Эфиопии 2-й степени (1900)
- Персидский орден Льва и Солнца 2-й степени (1897)
- Бухарский орден Восходящей Звезды 2-й степени (1893)

## Русские в Абиссинии
- Леонтьев, Николай Степанович
- Булатович, Александр Ксаверьевич
- Гумилёв, Николай Степанович
- Машков, Виктор Федорович
- Ашинов, Николай Иванович